# 香港路 (漳州)
香港路，位于中国大陆福建省漳州市芗城区，属于中国历史文化名街。周边的文化景觀有孔子庙、台湾路、厦门路、中山公园等。该街道保留了中国古代街道的风貌，还拥有世界最小的庙宇伽蓝庙。由于此路段深具文化价值，不但引起当地文化局的特殊保护，而且还发挥了其旅游资源，吸引了广大的游客。甚至引起一些電視製作團隊來此地拍攝历史记录片及电影，涉及的主要作品有《云水谣》、《奶奶再爱我一次》等。
2015年4月，入选第一批中国历史文化街区。

## 影視文化
- 《云水谣》
- 《奶奶再爱我一次》